# EN 54
Die Normenreihe EN 54 für Brandmeldeanlagen ist eine Reihe europäischer Normen, die Produktnormen und Anwendungsrichtlinien für Brandmeldeanlagen und Sprachalarmanlagen beinhaltet.
Die Produktnormen definieren Produkteigenschaften, Prüfverfahren und Leistungskriterien, nach denen die Wirksamkeit und Zuverlässigkeit der Bestandteile von Brandmeldeanlagen bewertet und erklärt werden können. Viele der Produktnormen der EN 54 Reihe sind harmonisierte Normen unter der Bauprodukteverordnung EU 305/2011 (BauPVO). Im Anhang ZA der harmonisierten Normen ist festgelegt, welche Abschnitte der Norm für die Zwecke der BauPVO zur Anwendung kommen. Der Anhang ZA beschreibt auch die zweistufige Zertifizierung:
- Bescheinigung der Leistungsbeständigkeit für das Produkt (Produktzertifizierung) und
- Bescheinigung der Konformität der werkseigenen Produktionskontrolle (WPK-Zertifizierung).[1]

Die EN 54 ist in Deutschland als DIN EN 54 übernommen, in Österreich als ÖNORM EN 54 und in der Schweiz als SN EN 54.
Die EN 54 Reihe wurde vom europäischen Technischen Komitee CEN/TC72 "Brandmelde- und Feueralarmanlagen" erarbeitet. In Deutschland ist der DIN-Normenausschuss Feuerwehrwesen (FNFW) zuständig.

## Geschichte
Die Normungsthemen rund um den Brandschutz waren die ersten mit denen sich das CEN befasste. Dies ist allein daran zu erkennen, dass CEN die europäische Normen in nummerisch aufsteigender Reihenfolge nach dem Zeitpunkt der Projektregistrierung benummert. Die Norm über Brandklassen hat die Nummer EN 2 und die Normenreihe über tragbare Feuerlöscher die Nummer EN 3. Die europäische Normung zu Brandmeldeanlagen hat bereits in den 1970er Jahren angefangen. Die EN 54-1 und die EN 54-5 wurden 1977 herausgegeben.

## Teile der EN 54 Reihe

### Aktuelle Teile
Die EN 54 Normenreihe behandelt folgende Themen und Produktgruppen im Zusammenhang mit Brandmeldeanlagen:
- Einleitung: Die Einleitung zur Normenreihe enthält ein Diagramm einer Brandmeldeanlage sowie zahlreiche Begriffsdefinitionen, die in den anderen Teilen der Normenreihe Verwendung finden.
- Produktgruppe Zentralen und Energieversorgung: Diese Teile der EN 54 betreffen Brandmelderzentralen, Sprachalarmzentralen und Energieversorgungen.
- Produktgruppe Alarmmittel: Diese Teile der EN 54 betreffen optische und akustische Alarmierungsmittel (Blitzlampen, Hupen, Lautsprecher)
- Produktgruppe Melder: Diese Teile der EN 54 betreffen Handfeuermelder und automatische Brandmelder nach verschiedenen Messprinzipien (Rauchmelder, Wärmemelder, Brandgasmelder …)
- Produktgruppe „andere Komponenten“: Diese Teile der EN 54 betreffen sonstige Geräte, die in einer Brandmeldeanlage angeschlossen werden können, entweder als eigenständiges Gerät oder integriert in einer anderen Komponente.
- Systemkompatibilität: Dieser Teil der EN 54 behandelt die Kompatibilität der Systembestandteile einer Brandmeldeanlage.
- Anwendungsrichtlinien: Diese Teile der EN 54 sind Leitfaden für die Anwendung von Brandmeldeanlagen und Sprachalarmanlagen. Sie haben den Status einer technischen Regel (CEN/TS).

Die folgende Tabelle führt alle Teile der EN 54 Normenreihe auf:
| Themen, Produktgruppe           | Normnummer   | Titel | Stand                              | Harmonisiert |
| ------------------------------- | ------------ | --- | ---------------------------------- | ------------ |
| Einleitung                      | EN 54-01     | Teil 1: Einleitung                                                                                                  | 2021                               | Nein         |
| Zentralen und Energieversorgung | EN 54-02     | Teil 2: Brandmelderzentralen                                                                                        | 1997 + A1:2006 + AC:1999           | Ja           |
| Alarmmittel                     | EN 54-03     | Teil 3: Feueralarmeinrichtungen - Akustische Signalgeber                                                            | 2014 + A1:2019                     | Ja           |
| Zentralen und Energieversorgung | EN 54-04     | Teil 4: Energieversorgungseinrichtungen                                                                             | 1997 + A1:2002 + A2:2006 + AC:1999 | Ja           |
| Melder                          | EN 54-05     | Teil 5: Wärmemelder - Punktförmige Melder                                                                           | 2017 + A1:2018                     | Ja           |
| Melder                          | EN 54-07     | Teil 7: Rauchmelder - Punktförmige Rauchmelder nach dem Streulicht-, Durchlicht- oder Ionisationsprinzip            | 2018                               | Ja           |
| Melder                          | EN 54-10     | Teil 10: Flammenmelder - Punktförmige Melder                                                                        | 2002 + A1:2005                     | Ja           |
| Melder                          | EN 54-11     | Teil 11: Handfeuermelder                                                                                            | 2001 + A1:2005                     | Ja           |
| Melder                          | EN 54-12     | Teil 12: Rauchmelder - Linienförmiger Melder nach dem Durchlichtprinzip                                             | 2015                               | Ja           |
| Systemkompatibilität            | EN 54-13     | Teil 13: Bewertung der Kompatibilität und Anschließbarkeit von Systembestandteilen                                  | 2017 + A1:2019                     | Nein         |
| Anwendungsrichtlinien           | CEN/TS 54-14 | Teil 14: Leitfaden für Planung, Projektierung, Montage, Inbetriebsetzung, Betrieb und Instandhaltung                | 2018-10                            | Nein         |
| Zentralen und Energieversorgung | EN 54-16     | Teil 16: Sprachalarmzentralen                                                                                       | 2008                               | Ja           |
| andere Komponenten              | EN 54-17     | Teil 17: Kurzschlussisolatoren                                                                                      | 2005 + AC:2007                     | Ja           |
| andere Komponenten              | EN 54-18     | Teil 18: Eingangs-/Ausgangsgeräte                                                                                   | 2005 + AC:2007                     | Ja           |
| Melder                          | EN 54-20     | Teil 20: Ansaugrauchmelder                                                                                          | 2006 + AC:2008                     | Ja           |
| andere Komponenten              | EN 54-21     | Teil 21: Übertragungseinrichtungen für Brand- und Störungsmeldungen                                                 | 2006                               | Ja           |
| Melder                          | EN 54-22     | Teil 22: Rücksetzbare linienförmige Wärmemelder                                                                     | 2015 + A1:2020                     | Nein         |
| Alarmmittel                     | EN 54-23     | Teil 23: Feueralarmeinrichtungen - Optische Signalgeber                                                             | 2010                               | Ja           |
| Alarmmittel                     | EN 54-24     | Teil 24: Komponenten für Sprachalarmierungssysteme - Lautsprecher                                                   | 2008                               | Ja           |
| andere Komponenten              | EN 54-25     | Teil 25: Bestandteile, die Hochfrequenz-Verbindungen nutzen                                                         | 2008 + AC:2012                     | Ja           |
| Melder                          | EN 54-26     | Teil 26: Kohlenmonoxidmelder - Punktförmige Melder                                                                  | 2015                               | Nein         |
| Melder                          | EN 54-27     | Teil 27: Rauchmelder für die Überwachung von Lüftungsleitungen                                                      | 2015                               | Nein         |
| Melder                          | EN 54-28     | Teil 28: Nicht-rücksetzbare linienförmige Wärmemelder                                                               | 2016                               | Nein         |
| Melder                          | EN 54-29     | Teil 29: Mehrfachsensor-Brandmelder - Punktförmige Melder mit kombinierten Rauch- und Wärmesensoren                 | 2015                               | Nein         |
| Melder                          | EN 54-30     | Teil 30: Mehrfachsensor-Brandmelder - Punktförmige Melder mit kombinierten CO- und Wärmesensoren                    | 2015                               | Nein         |
| Melder                          | EN 54-31     | Teil 31: Mehrfachsensor-Brandmelder - Punktförmige Melder mit kombinierten Rauch-, CO- und optionalen Wärmesensoren | 2014 + A1:2016                     | Nein         |
| Anwendungsrichtlinien           | CEN/TS 54-32 | Teil 32: Projektierung, Montage, Inbetriebsetzung, Betrieb und Instandhaltung von Sprachalarmsystemen               | 2015-07                            | Nein         |

Der technische Bericht CEN/TR 14568, Ausgabe 2003, mit dem Titel "Brandmeldeanlagen - Interpretation zu EN 54-2: Brandmelderzentralen" enthält zusätzliche Informationen zu den Anforderungen der Europäischen Norm EN 54-2: 1997, um Fehlinterpretationen der Abschnitte zu vermeiden und das Verständnis für die Anforderungen der Norm zu verbessern.

### Zurückgezogene Teile
Diese Teile sind nicht mehr gültig.
| Normnummer | Titel                                                                                              |
| ---------- | -------------------------------------------------------------------------------------------------- |
| EN 54-6    | Teil 6: Wärmemelder - Punktförmige Differentialmelder ohne Element mit statischer Ansprechschwelle |
| EN 54-8    | Teil 8: Wärmemelder mit hohen Ansprechtemperaturen                                                 |
| EN 54-9    | Teil 9: Erprobungstest                                                                             |

## Prüfbrände der EN 54
Die Prüfbrände TF1 bis TF8 dienen zur Prüfung der Brandempfindlichkeit der Brandmelder nach EN 54. Sie werden auch Testbrände oder Testfeuer (aus dem englischen Test Fires) genannt.
Die ausgewählten Brandmaterialien repräsentieren ein Spektrum von großen und kleinen Verbrennungspartikeln sowohl für grauen als auch für schwarzen Rauch. Dazu gehören brennende Flüssigkeiten, Kunststoffe und zellulosehaltige Materialien (Holz)  und sowohl Schwelbrände als auch offene Brände.
|     | Brandart                | Brandmaterial | Wärme- Entwicklung | Aufwärts- Strömung | Rauch- Entwicklung | Aerosol- Spektrum          | Sichtbarer Bereich |
| --- | ----------------------- | ------------- | ------------------ | ------------------ | ------------------ | -------------------------- | ------------------ |
| TF1 | offener Zellulosebrand  | Holz          | stark              | stark              | ja                 | überwiegend nicht sichtbar | dunkel             |
| TF2 | Pyrolyse-Schwelbrand    | Holz          | vernachlässigbar   | schwach            | ja                 | sichtbar                   | hell               |
| TF3 | Glimm-Schwelbrand       | Baumwolle     | vernachlässigbar   | sehr schwach       | ja                 | überwiegend nicht sichtbar | hell               |
| TF4 | offener Kunststoffbrand | Polyurethan   | stark              | stark              | ja                 | überwiegend nicht sichtbar | sehr dunkel        |
| TF5 | Flüssigkeitsbrand       | n-Heptan      | stark              | stark              | ja                 | überwiegend nicht sichtbar | sehr dunkel        |
| TF6 | Flüssigkeitsbrand       | Äthylalkohol  | stark              | stark              | nein               | keines                     | keiner             |
| TF8 | Flüssigkeitsbrand       | Decalin       | vernachlässigbar   | schwach            | ja                 | überwiegend nicht sichtbar | sehr dunkel        |

- Für Rauchmelder nach EN 54-7 und Brandmelder mit Rauchsensor (Teile 12, 20 und 30 der EN 54) kommen TF2, TF3, TF4 und TF5 zum Einsatz.
- Für Ansaugrauchmelder mit erhöhter oder sehr hoher Empfindlichkeit (Klasse A oder B) definiert die EN 54-20 folgende Prüfbrände mit reduzierter Brennstoffmenge:
  - TF2A und TF2B
  - TF3A und TF3B
  - TF5A und TF5B
- Für Flammenmelder nach EN 54-10 kommen die Flüssigkeitsbrände TF5 und TF6 zum Einsatz. TF5 (n-Heptan) erzeugt eine gelbe rußende Flamme und TF6 (Brennspiritus) eine klare unsichtbare Flamme.
- Für CO-Brandmelder nach EN 54-26 kommen die Schwelbrände TF2 und TF3 zum Einsatz.
- Für die Lüftungsleitungsmelder nach EN 54-27 kommen TF2, TF4 und TF8 zum Einsatz.
- Für Mehrfachsensoren-Brandmelder nach EN 54-29 und EN 54-31 kommen TF1, TF2, TF3, TF4, TF5 und TF8 zum Einsatz.